# 富顺镇 (三台县)
富顺镇，是中华人民共和国四川省绵阳市三台县下辖的一个乡镇级行政单位。

## 行政区划
富顺镇下辖以下地区：
场镇社区、青龙桥村、九龙村、华新村、群丰村、胜利村、群乐村、松柏垭村、长春村、狮桥村、曹家沟村、塞江村、六家咀村、红梅垭村、南峰村、青龙村、龙益村、太平村、彭家沟村、马家沟村和杏林村。